# Мамонтова пещера (национальный парк)
Национальный парк «Ма́монтова пеще́ра» (англ. Mammoth Cave National Park) — национальный парк в штате Кентукки (США). В парке находится часть самой длинной пещерной системы в мире — Мамонтовой пещеры. Площадь парка — 214 км². Ближайший город — Браунсвилл. В 2008 году парк посетили 446 174 туриста. Парк находится под управлением Службы национальных парков США. Был основан 1 июля 1941 года; 27 октября 1981 года был внесён в список Всемирного наследия ЮНЕСКО; 26 сентября 1990 года парк и близлежащие территории в долине реки Бэррен были внесены в международный список биосферных заповедников.

## О пещере
Мамонтова пещера, или пещерная система Мамонтова — Флинт-Ридж — карстовая пещерная система, которая образовалась около 10 миллионов лет назад под хребтом Флинт (Flint Ridge) в западных предгорьях Аппалачей, в толстом пласте известняка под пластом песчаника. Точная длина пещеры неизвестна, каждый год спелеологи открывают несколько километров новых ходов. Длина исследованной части пещерной системы — 627 650 м при глубине 115 м.

## Посещение

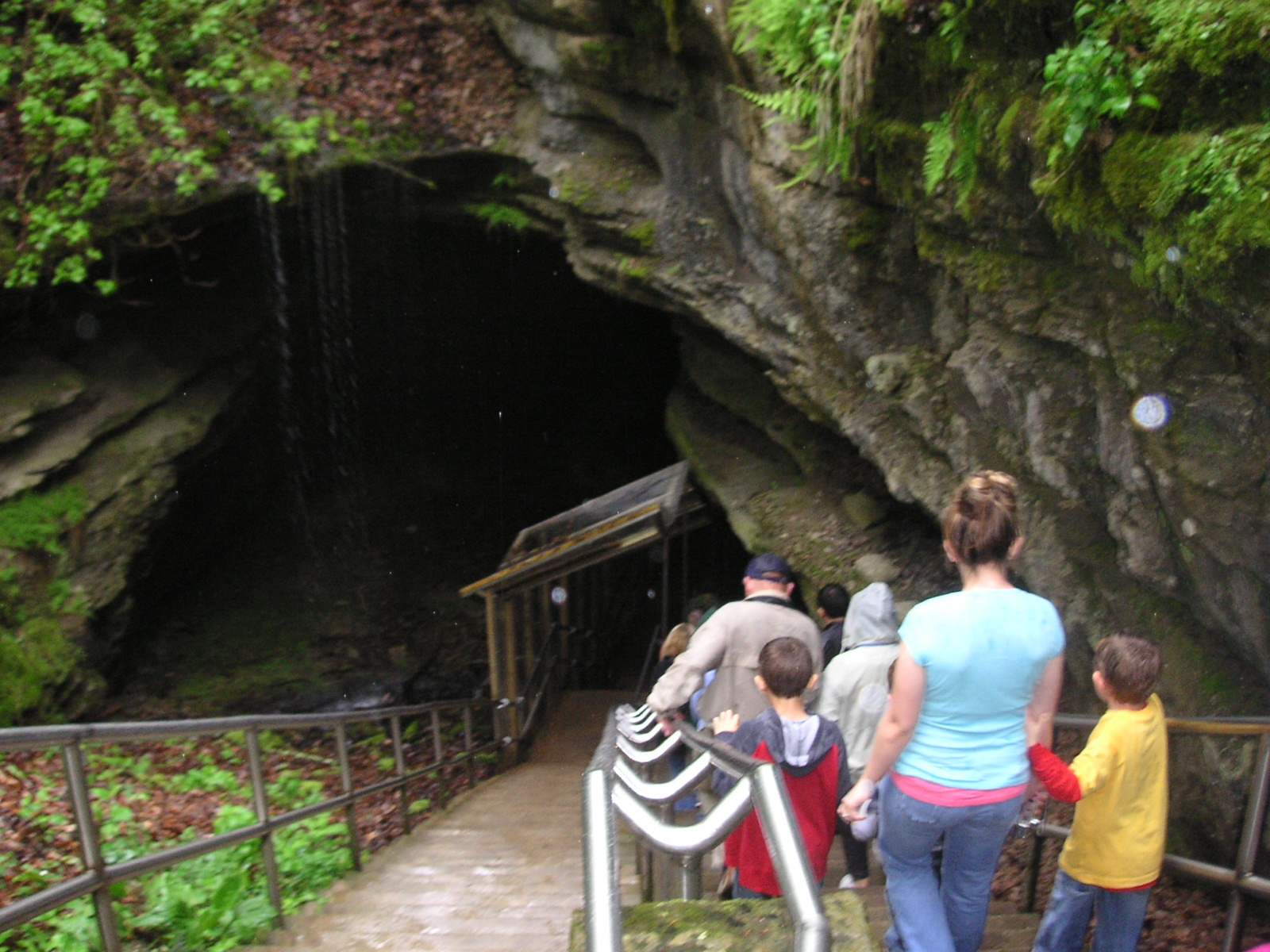
Туристы спускаются в пещеру

Служба национальных парков предлагает несколько вариантов экскурсий посетителям пещеры. Многие знаменитые места в пещере, например Гранд авеню, Замёрзшая Ниагара и Страдание толстяка можно посмотреть на экскурсиях продолжительностью от одного до шести часов по освещенным участкам пещеры. Есть две популярные экскурсии без электрического освещения, где посетителям предлагается нести керосиновые фонари. Предлагается и несколько «диких» экскурсий по неосвоенным частям пещеры, где приходится лезть по грязным и пыльным ходам.
Экскурсии известны качеством сопровождающего текста, который различается у разных экскурсоводов и в ряде случаев включает юмористические театральные элементы.
До начала 1990-х годов существовала лодочная экскурсия по подземной реке Эхо. Экскурсию прекратили из-за нерентабельности и вреда, причиняемого посетителями речной фауне.

## История
Американские первопроходцы открыли пещеру в 1797 году. В первой половине XIX века ряд предпринимателей в ней добывали калиевую селитру и нитрат кальция. В 1839 году пещеру выкупил врач Джон Кроган и без особых успехов попытался превратить её в чахоточный санаторий. К началу XX века огромная пещера стала известной туристической достопримечательностью штата Кентукки.
После смерти последних Кроганов богатые жители Кентукки зарядились идеей превратить пещеру в национальный парк. В 1926 году гражданами было организовано Общество национального парка «Мамонтова пещера» (Mammoth Cave National Park Association). В мае 1926 года появился правительственный проект о создании парка. Но на территории запланированного заповедника находились многочисленные фермы и частные земельные владения и проживали тысячи людей.
Часть ферм выкупило Общество национального парка за пожертвованные деньги. Часть была принудительно отчуждена властями через суд. По закону собственники отчуждённой земли должны были получить денежную компенсацию, но в ряде случаев она была заниженной.
В мае 1934 года Обществу национального парка и властям удалось приобрести землю для «ядра» парка, и с 1936 года земли для парка администрировались федеральной Службой национальных парков.
Парк был официально открыт 1 июля 1941 года. По совпадению в тот же год было организовано Национальное спелеологическое общество США (англ. National Speleological Society|National Speleological Society). Первым директором парка стал Р. Тэйлор Хоскинс. Служба национальных парков продолжало постепенно выкупать территории с пещерами вокруг парка; парк принял свои современные очертания в 1961 году.